# آن تشنغ
آن تشنغ (بالفرنسية: Anne Cheng)‏ هي عالمة صينيات ومترجمة فرنسية، ولدت في 11 يوليو 1955 في باريس في فرنسا.